# Sedm církví Zjevení

Sedm církví Asie

Sedm církví Zjevení, známých také jako Sedm církví Apokalypsy a Sedm církví Asie, je sedm hlavních církví raného křesťanství, jak je zmíněno v novozákonní knize Zjevení sv. Jana. Všechny se nacházejí v Malé Asii, dnešním Turecku.

## Popis
Ježíš Kristus nařizuje Janovi, jenž dlí na řeckém ostrově Patmos : "Napiš na svitek, co vidíš, a pošli to sedmi církvím: do Efezu, do Smyrny, do Pergama, do Thyatir, do Sard, do Filadelfie a do Laodikeje."Zj 1, 11 (Kral, ČEP) Církve v tomto kontextu odkazují na společenství nebo místní sbory křesťanů žijících v jednotlivých městech.

## Sedm církví
Sedm církví je pojmenováno podle místa, kde se nacházejí. Kniha Zjevení popisuje jednotlivé sbory církve:
1) Efez (Zj 2, 1-7 (Kral, ČEP) – je známý tím, že tvrdě pracoval a neumdléval a odděloval se od bezbožných; ale je napomenut, že už nemá takovou lásku jako na počátku (2,4).
Po moři přilouvající lodě už zdálky viděly světla Efezu, tato světla se stala symbolikou první církve, která nesla svěřenou hořící pochodeň víry. Efezská církev je církev prvních křesťanů z obrácených pohanů, kteří přijali víru od očitých svědků působení Ježíše Krista na zemi a jeho apoštolů. To bylo období první lásky, na níž žádný křesťan nemá nikdy zapomenout. Kristus drží ve své pravici sedm hvězd a prochází mezi sedmi svícny a Efez je jmenován na prvním místě mezi sedmi církvemi, neboť zde žila největší křesťanská obec, kde působil podle tradice i apoštol Jan. Efez byl v té době hlavním městem římské provincie Asie. V závěru dostávají křesťané v Efezu zaslíbení vstupu do Božího ráje.
2) Smyrna (Zj 2, 8-11 (Kral, ČEP) – sbor je obdivován pro své soužení a chudobu; je předpovězeno, že bude pronásledován (2,10). Ve Smyrně žila silná židovská komunita, která je v listu nazvána jako spolek satanův, z jejichž útlaku křesťany vysvobodí jen absolutní věrnost Kristu, který věrným křesťanům Smyrny slibuje bezpečný průchod Posledním soudem (2,11). Smyrenští křesťané jsou vystaveni největší vlně pronásledování ze strany mocného Říma i ze strany Židů, které spadalo přibližně do období let 100 – 313 A.D., a oni museli být věrní až na smrt (2,10). Symbolika deseti dní v listu odkazuje na nejzuřivější pronásledování v desíti letech 303 – 313 A.D., k desíti dnům zkoušky se zavázal prorok Daniel , Bůh zkoušel egyptského faraona deseti ranami a deset dnů je období mezi židovským svátkem Roš ha-šana (Den soudu) a Jom kipur (Den smíření).

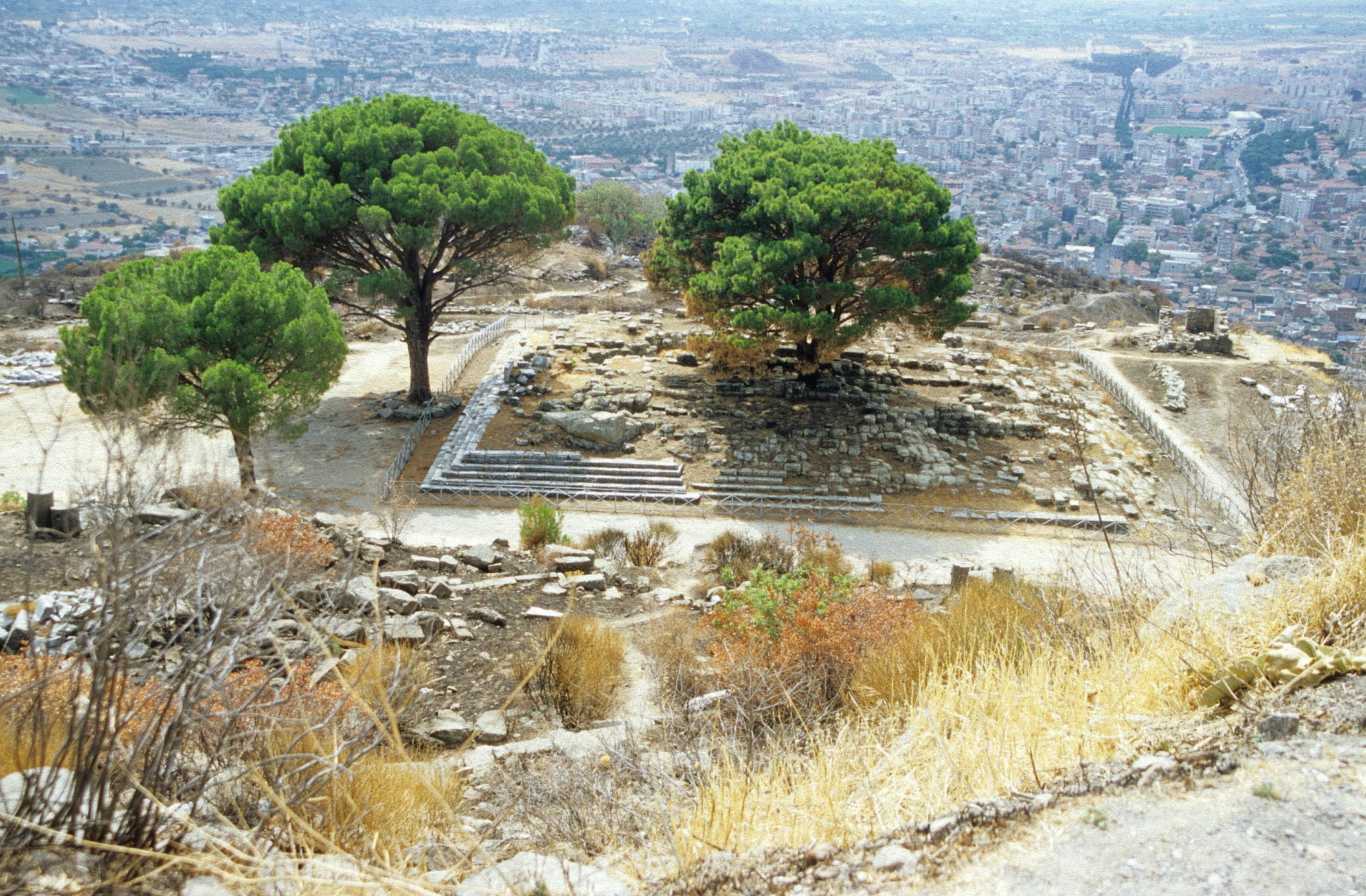
Základy pergamonského oltáře v Pergamu

3) Pergamon (Zj 2, 12-17 (Kral, ČEP) – nachází se tam, kde je trůn satanův; musí činit pokání z toho, že dovolil falešné učení nikolaitů (2,14-16). Pergamon byl proslulý silným kultem pohanských bohů, kam přišlo i mnoho okultistů z dobytého Babylonu. Církev stále více podléhala světským a pohanským vlivům, které se začaly mísit s křesťanskými hodnotami a vzniknul nepřijatelný amalgám kompromisů a shovívavostí ve městě, kde bydlí satan (2,13). Trůn satanův byl velký pohanský pergamonský oltář, jenž byl oltářem bez chrámu a na němž se přinášely oběti.
4) Thyatiry (Zj 2, 18-29 (Kral, ČEP) – sbor je známý svými dobrými skutky, kterých je čím dál více, ale trpí falešnou prorokyni Jezábel (2,19-23), která hlásá svobodu v morálních a etických věcech, vnesla do církve benevolentnost ke spotřebnímu způsobu života a k účasti na modlářských hostinách, která byla často vázána na prestižní členství v různých ceších obchodnicky a řemeslně vzkvétajícího města.
5) Sardy (Zj 3, 1-6 (Kral, ČEP) – sbor je napomenut k probuzení a pokání, je v něm shledáno jen několik nepotřísněných osob (3,2-4), protože město bylo v době napsání knihy Zjevení v hlubokém úpadku a církevní obec byla na vymření (3,2).
6) Filadelfie (Zj 3, 7-13 (Kral, ČEP) – sbor je známý jako pevný ve víře a vytrvalý, zachovávající Boží slovo a proto i on bude zachován v hodině zkoušky (3,10).

7) Laodikeia (na řece Lyku) (Zj 3, 14-22 (Kral, ČEP) – sedmý sbor je nazýván vlažným a je vyzván k pokání (3,16-19). Číslo sedm vyjadřuje úplnost a dokonalost a svým symbolickým významem odkazuje na poslední dobu. Poselství všem sedmi sborům maloasijských církví odkazuje k církvi v průběhu následujících věků. Laodikeia byla velmi vlivným a bohatým městem. Bohatí Laodicejští prosluli výrobou hojivé oční masti z frygického kamene s názvem Cellyrium – Kollyrium, kterou prodávali do celého světa, také si velice cenili zlata jako symbolu světské moci a drahého oděvu z jejich černé vlny jako symbolu blahobytu, ale nevěděli, že jsou duchovně ubozí, bědní a nuzní.
| „                | Vždyť říkáš: Jsem bohat, mám všecko a nic už nepotřebuji! A nevíš, že jsi ubohý, bědný a nuzný, slepý a nahý. Radím ti, abys u mne nakoupil zlata ohněm přečištěného, a tak zbohatl; a bílý šat, aby ses oblékl a nebylo vidět tvou nahotu; a mast k potření očí, abys prohlédl. | “ |
| — Zj 3,17-18 ČEP | |   |

## Sedm vzkazů
Listy mají společný vzor. Například: Pán nejprve osloví každou církev a představí se, pak definuje věci, které o dané církvi ví. Poté následuje výzva nebo výtka, po níž následuje zaslíbení. Ve všech sedmi případech je zahrnuto napomenutí: "Kdo má uši, slyš, co Duch praví církvím", i když někdy je před zaslíbením a někdy až po něm.

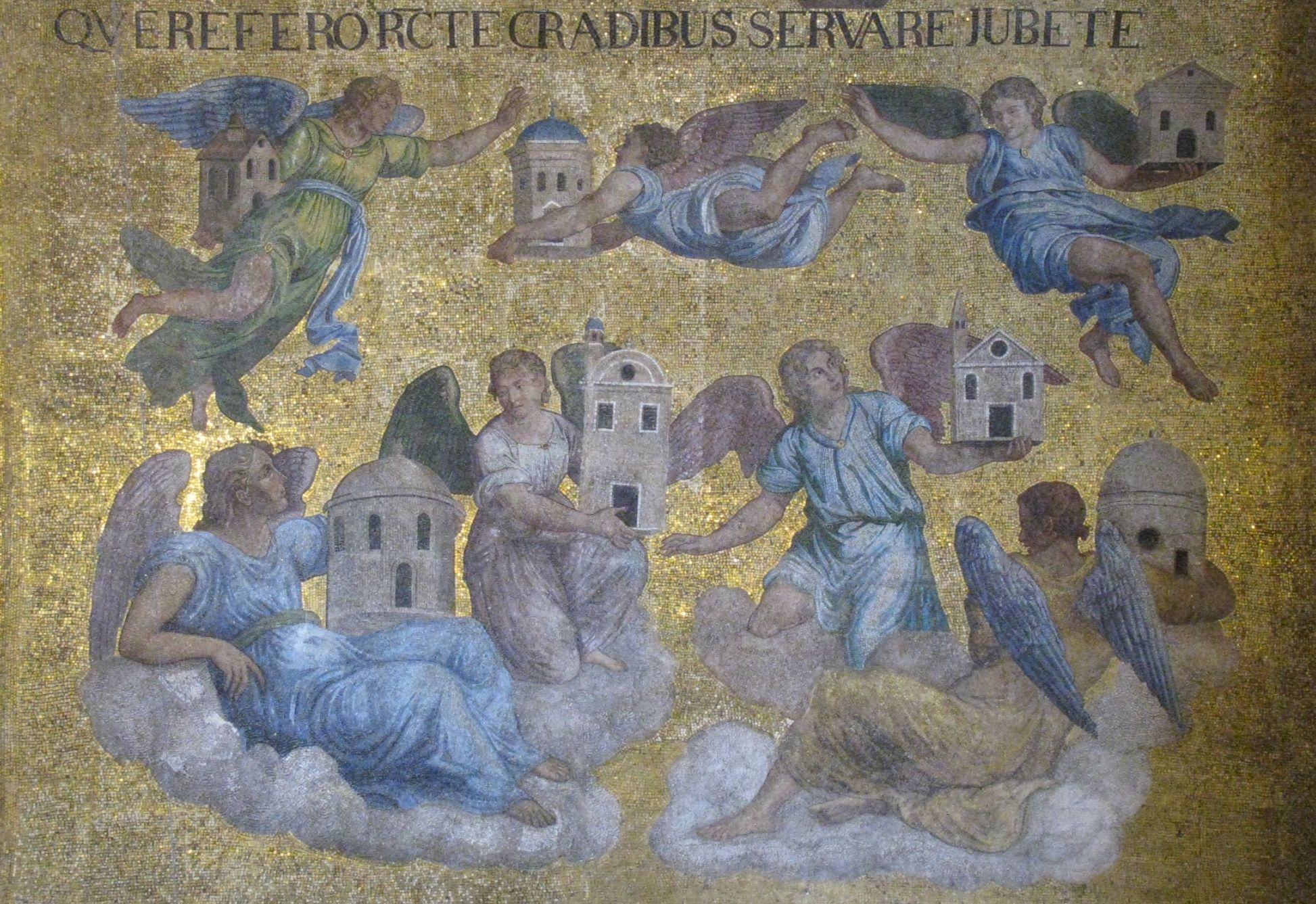
Andělé stojí na stráži u sedmi asijských církví, mozaika v bazilice svatého Marka, Benátky

Každé církvi je zaslíbeno, že každý, kdo zvítězí, bude Kristem odměněn.

## Andělé církví
Kapitoly 2-3 Zjevení obsahují konkrétní poselství pro každého ze sedmi andělů sedmi církví. Poselství každého ze sedmi dopisů je určeno andělovi konkrétní církve, o které se zmiňuje. Origenes vysvětluje, že tito "andělé" jsou andělé strážní církví, Epifan ze Salaminy však tento názor výslovně odmítá a v souladu s obrazností pasáže je vysvětluje jako biskupy. Židovská tradice tvrdií, že každý národ i jednotlivec má svého anděla strážného a že když se Bůh chystá potrestat nějaký národ, potrestá nejprve jeho anděla.

## Galerie

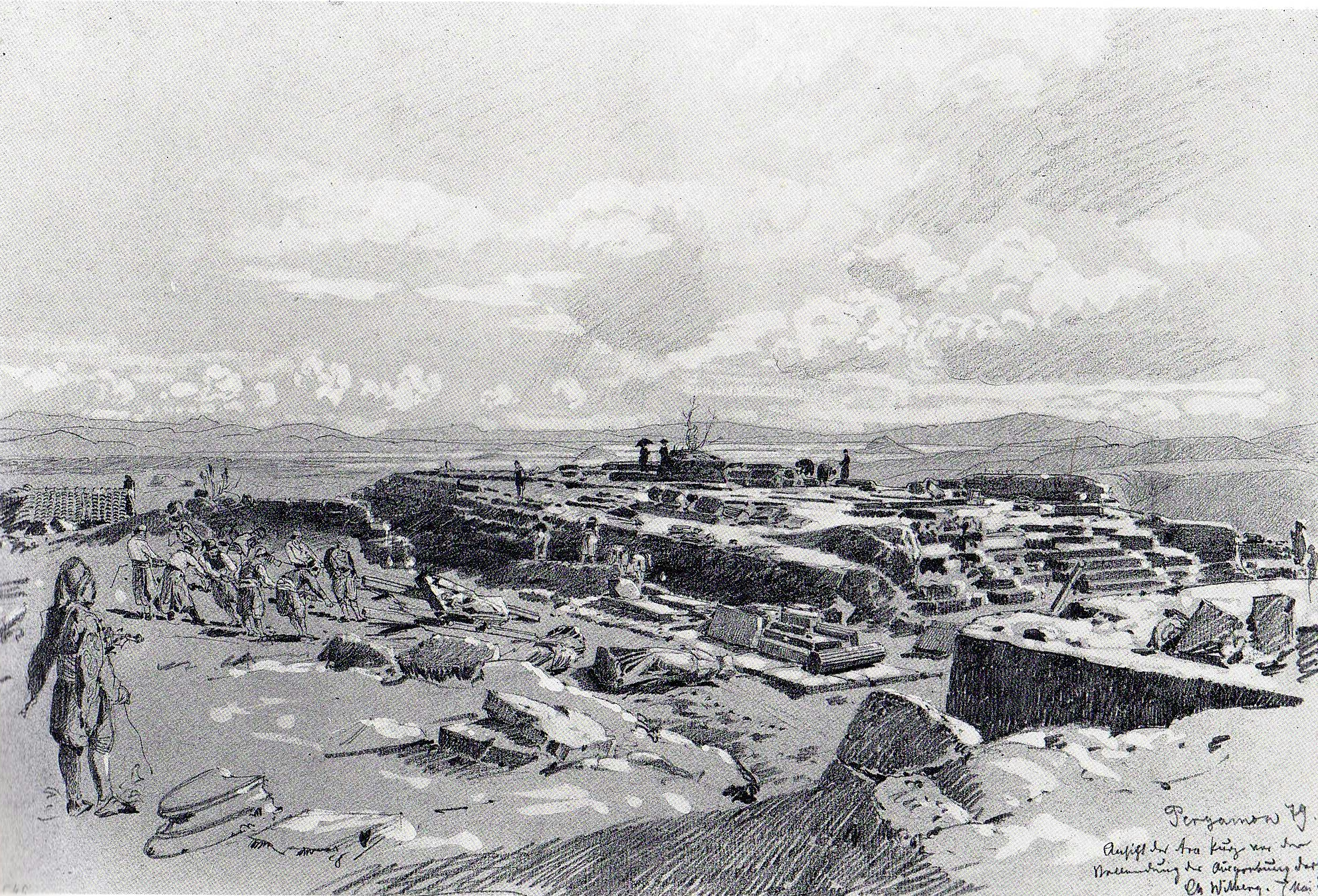
Ruiny Pergamonu, Ch.Wilberg, 1879
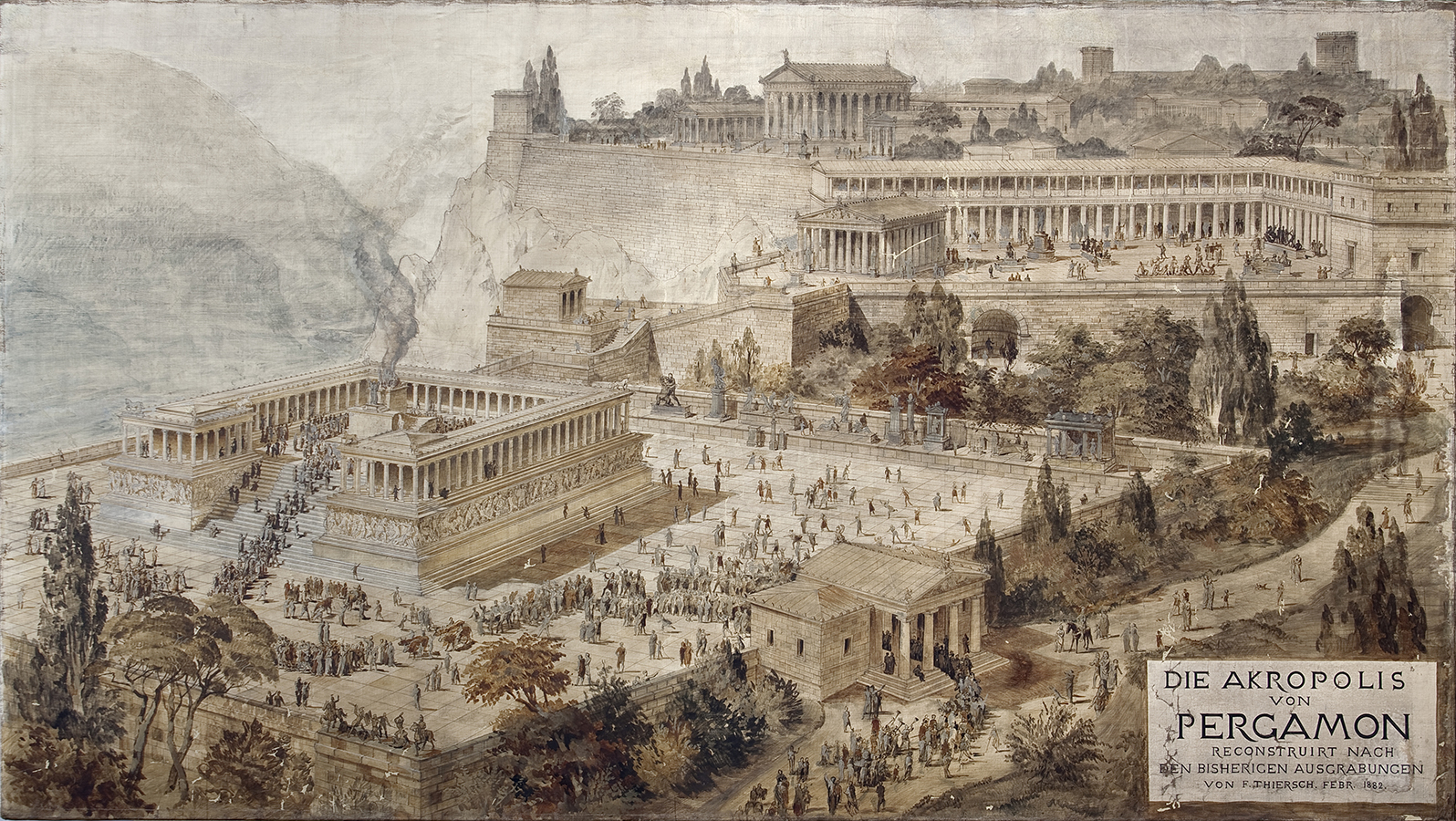
Akropolis v Pergamonu s pohanským oltářem, F.Thierch, 1882
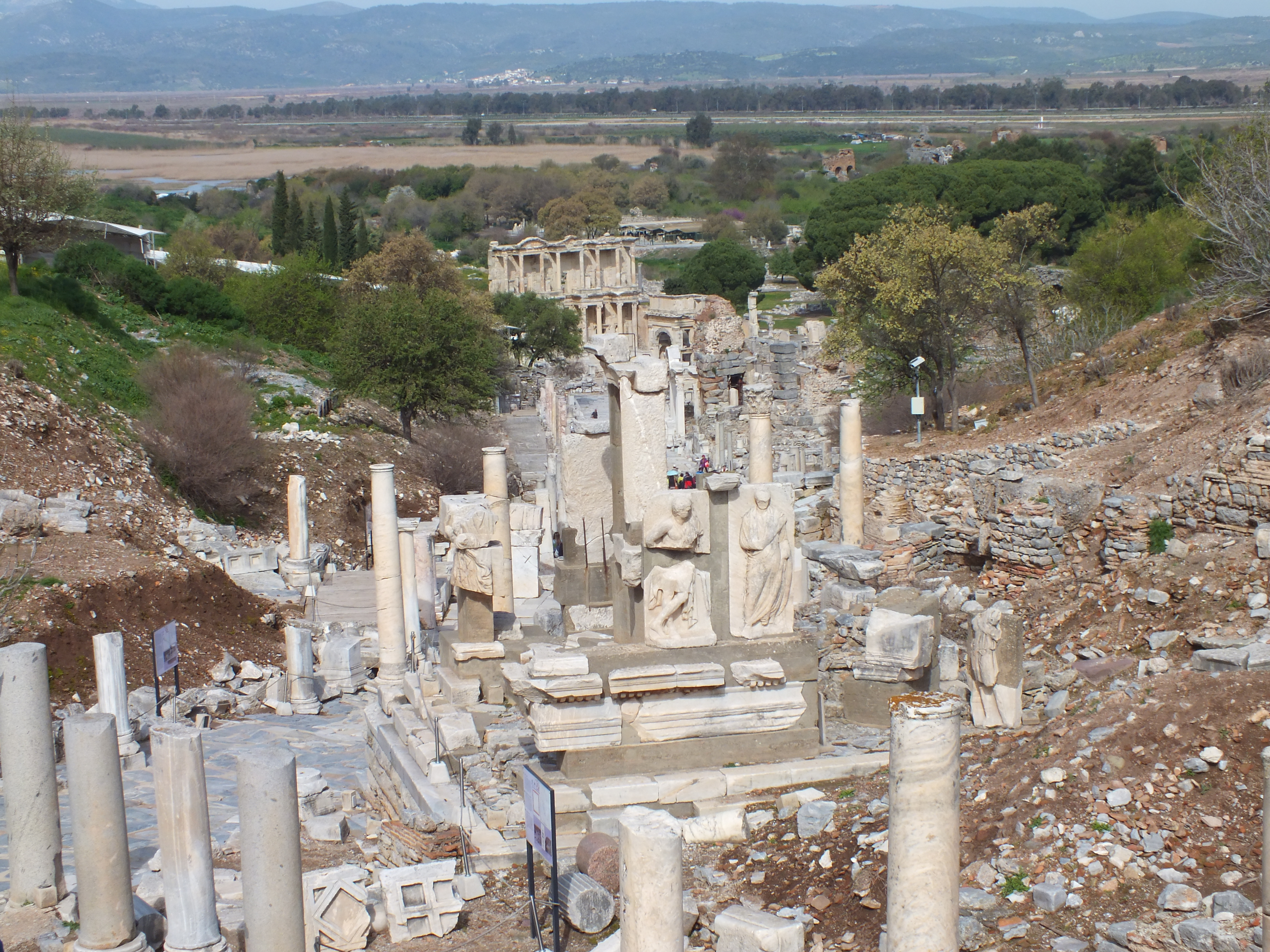
Efes
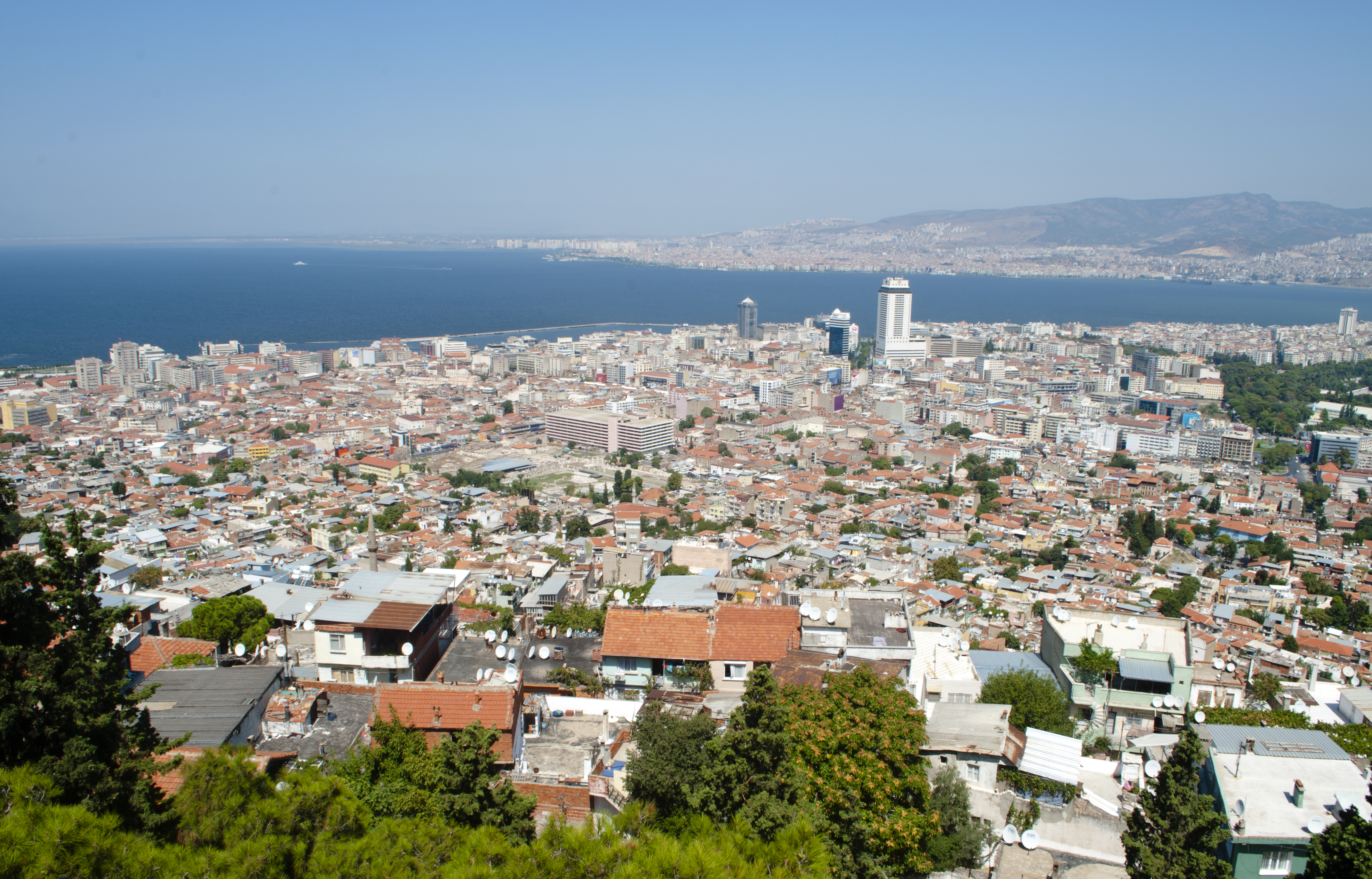
Smyrna (turecky Izmir)
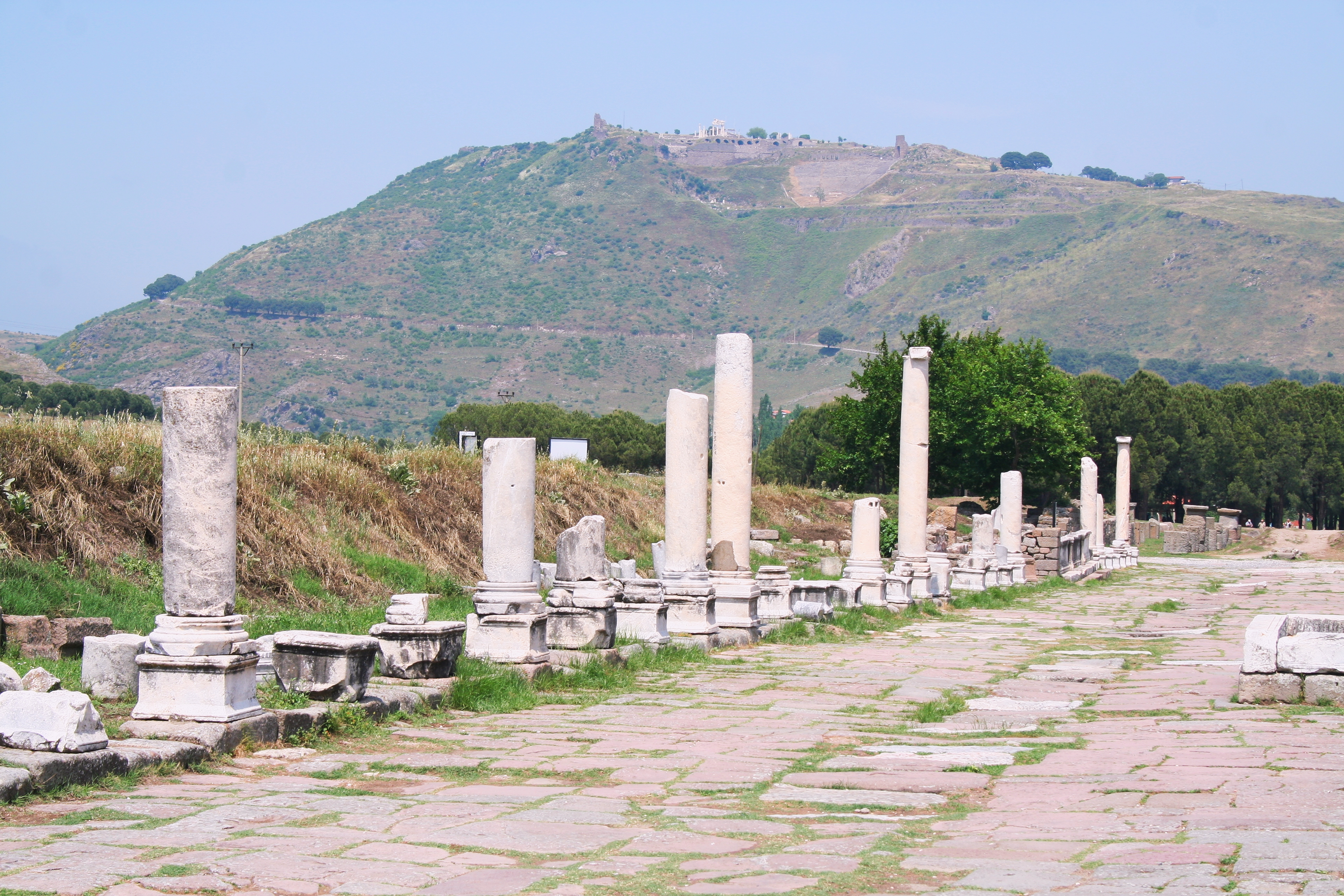
Pergamon – akropolis
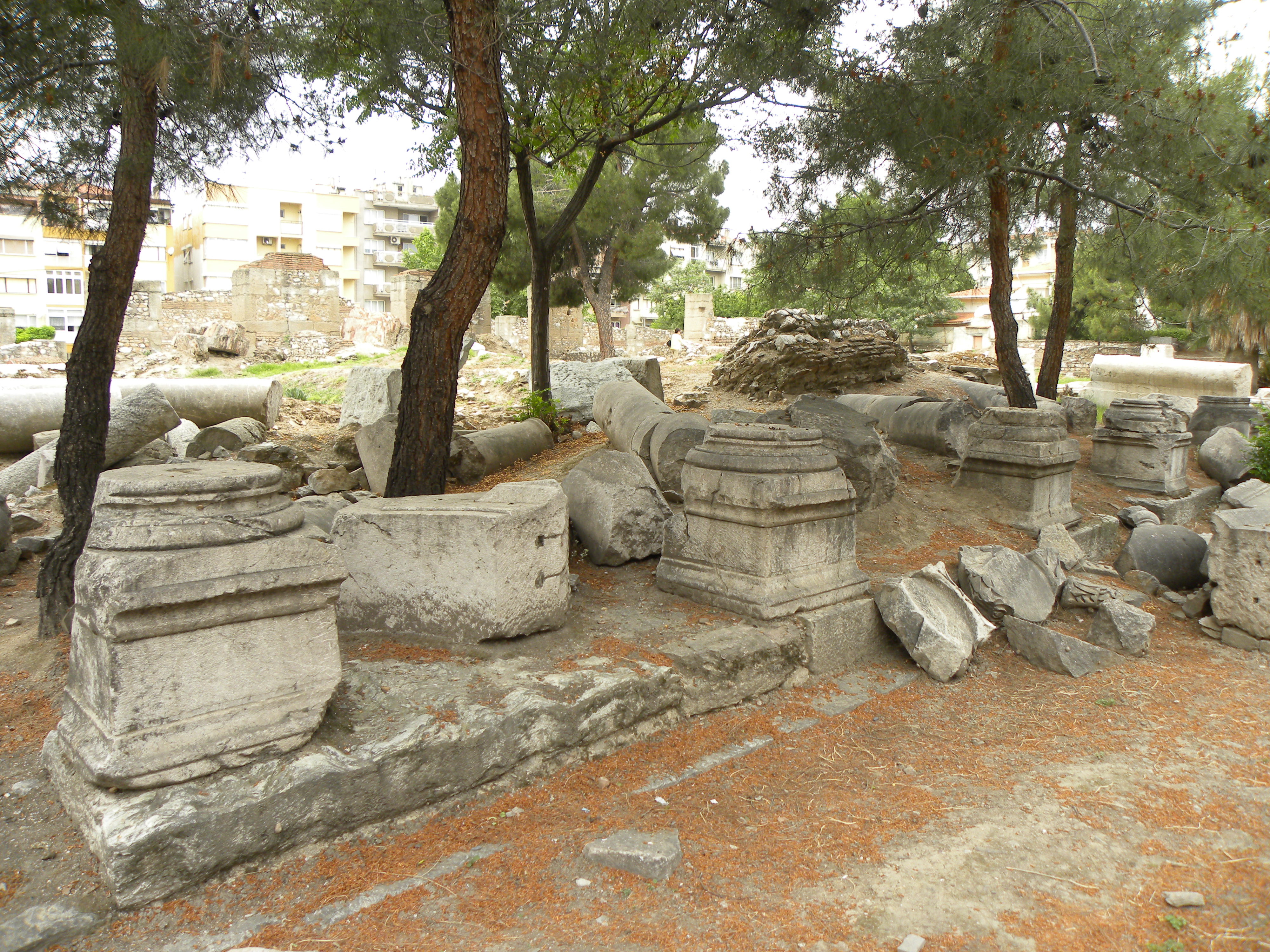
Thyatira – portál
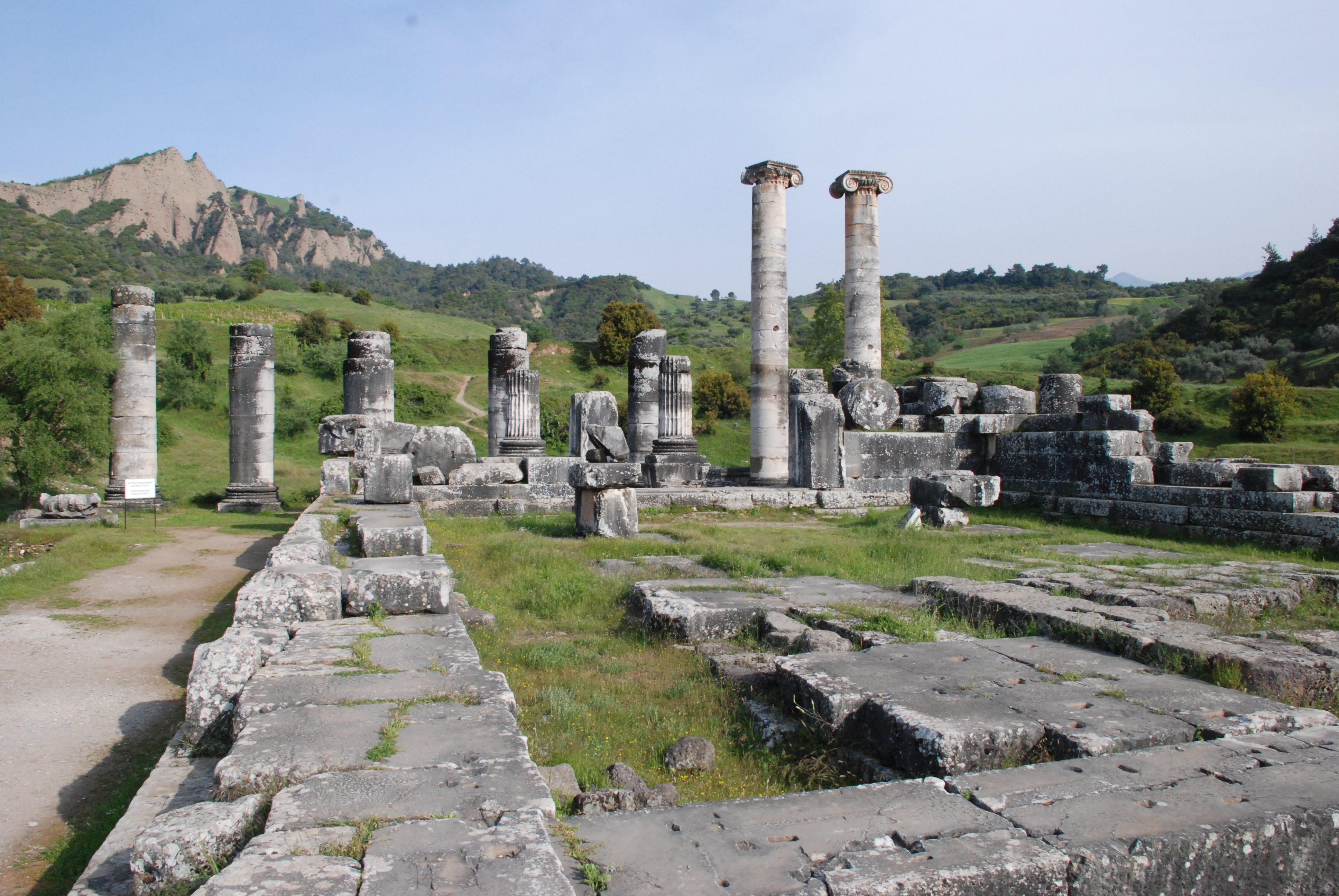
Sardy – Artemidin chrám, ruiny
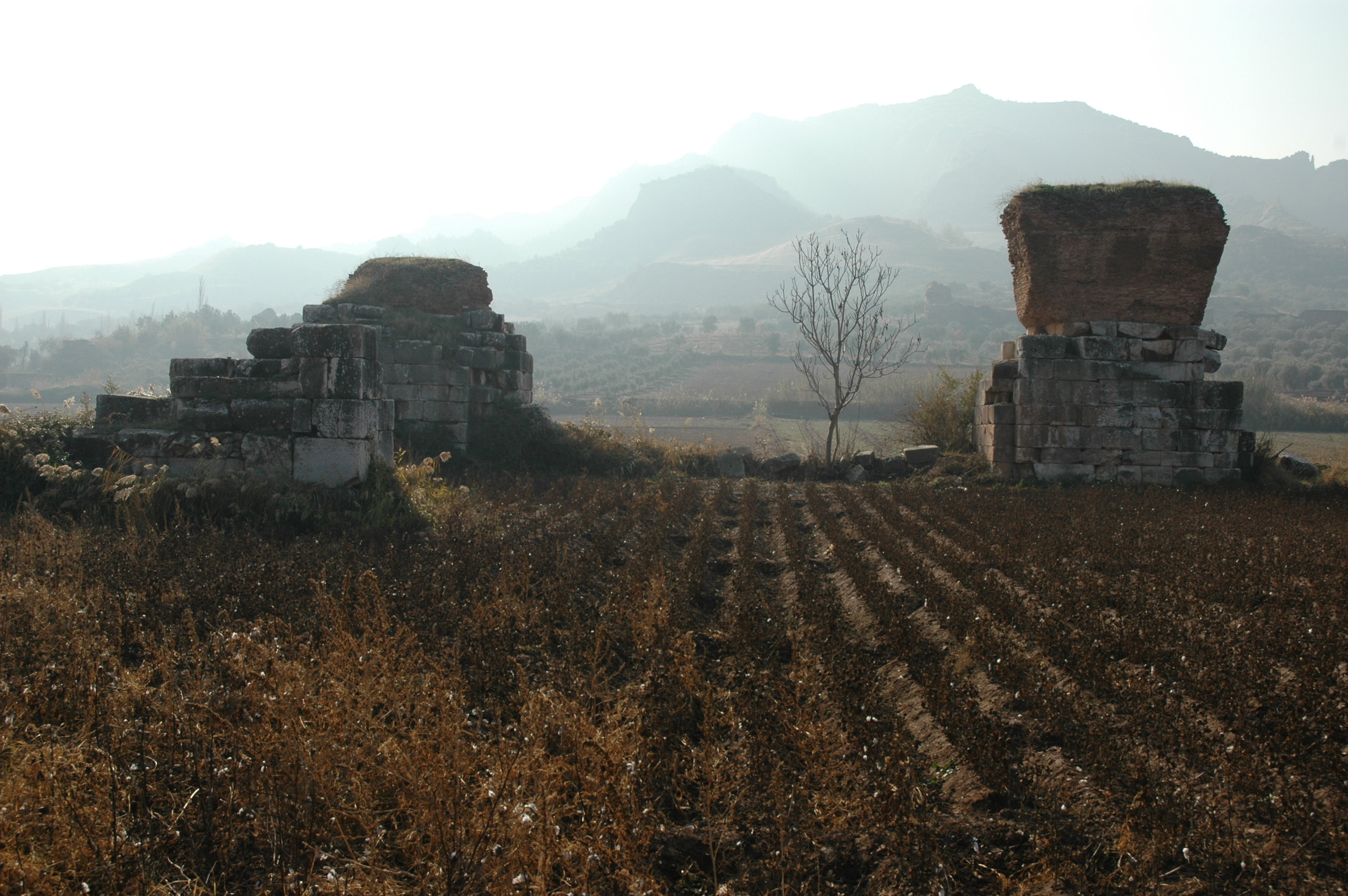
Sardy – pravděpodobné ruiny baziliky
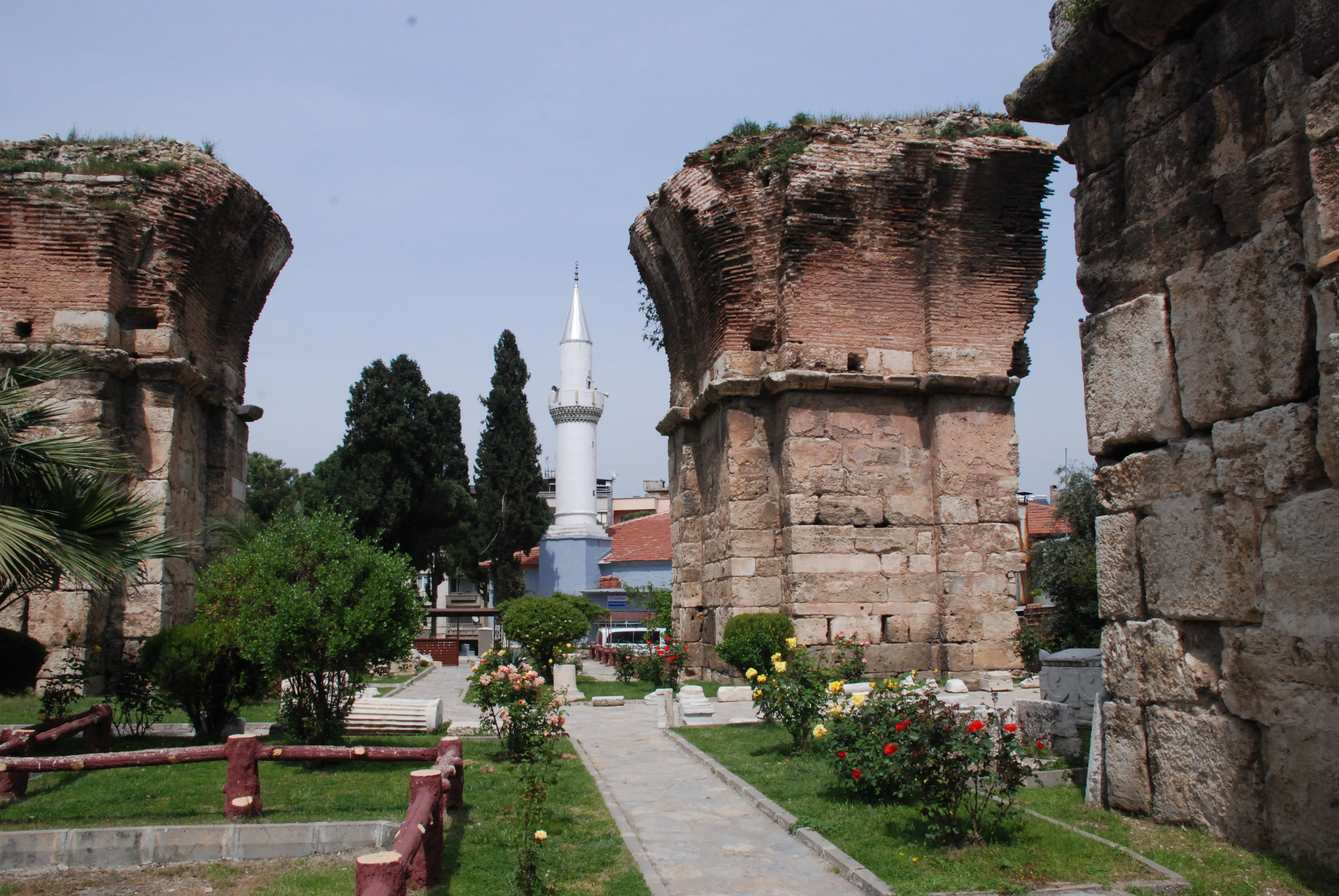
Philadelphia (Alaşehir) – ruiny chrámu sv. Jana
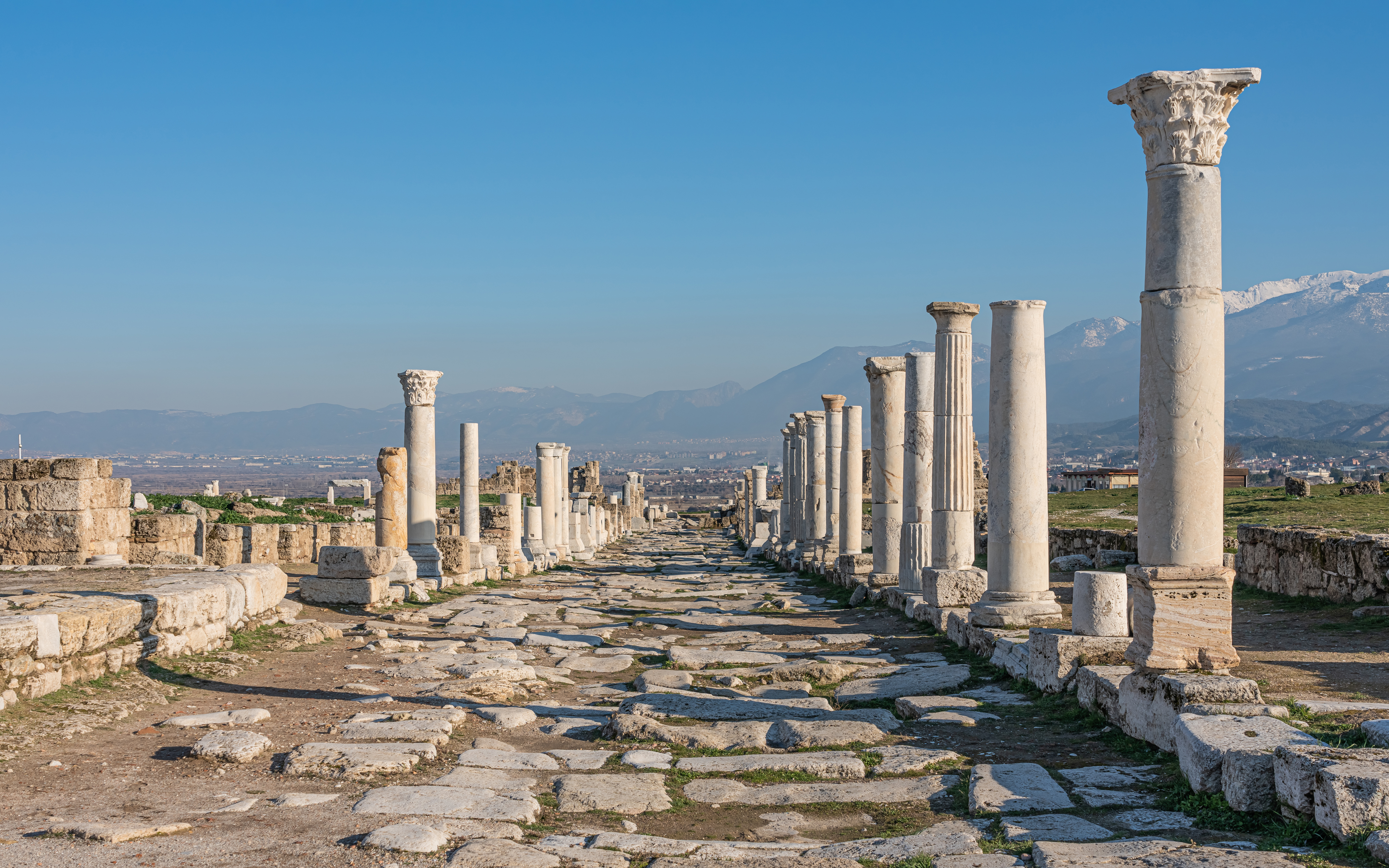
Laodikeia, Pamukkale, Turecko